# Kamigamo-jinja
Kamigamo-jinja (jap. 上賀茂神社, formalnie: 賀茂別雷神社 Kamo-wake-ikazuchi-jinja) – chram shintō w Kioto, w Japonii, usytuowany w dzielnicy Sakyō-ku na wschodnim brzegu rzeki Kamo. Jest jednym z dwóch najważniejszych chramów shintō w Kioto. Jego zwyczajowa nazwa Kamigamo-jinja oznacza „Górny Chram Kamo”. Drugim jest Shimogamo-jinja – „Dolny Chram Kamo”.

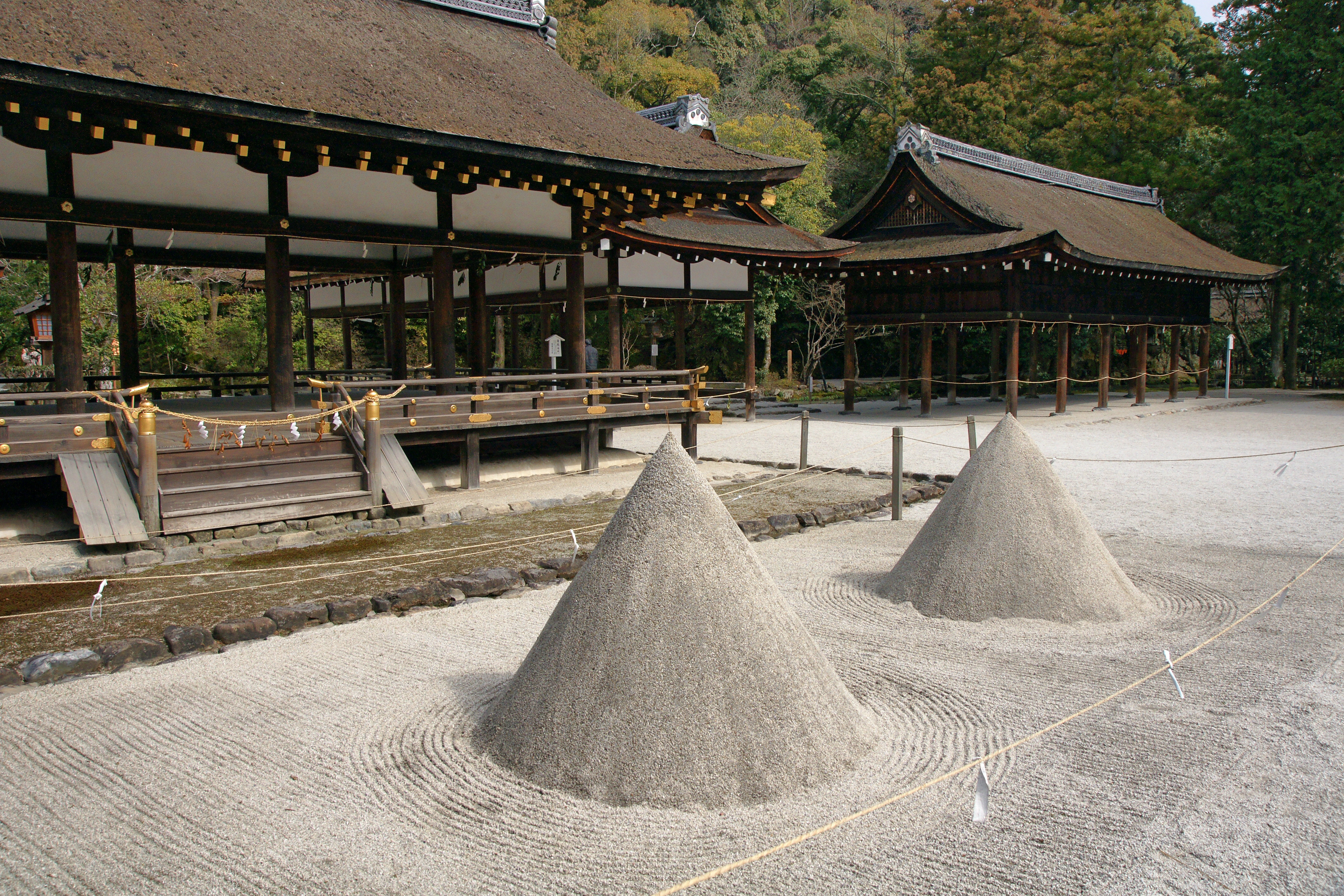
Tatesuna

Najbardziej charakterystycznymi obiektami w chramie są dwa starannie uformowane stożkowe kopce z drobnego żwiru (piasku) usypane przed pawilonem Hosodono. Nazywają się one tatesuna (także: tatezuna, morizuna) i na temat ich powstania istnieje wiele legend i różniących się teorii sięgających w głęboką starożytność. Biały kolor ma znaczenie oczyszczenia, a ustawienie w parze ma symbolizować pierwiastki: żeński i męski (陰陽 jap. in-yō; chiń. yīnyáng). Mówi się też, że reprezentują boską górę Kō-yama, na którą zstąpił z niebios bóg (kami) gromów Kamo-wake-ikazuchi (Raijin). Na czubkach stożków umieszczone są „wiecznie zielone drzewa” rosnące na szczycie góry, przedstawione w postaci igieł sosnowych. Trudno jest zauważyć, że na stożku po lewej są trzy igły (pierwiastek żeński), a na tym po prawej – dwie (pierwiastek męski). Ma to także symbolizować nadzieję na pojawienie się kami, poprzez łączenie liczb nieparzystych (żeńskich) i parzystych (męskich) według drogi in-yō.
Wiele pawilonów kompleksu zostało uznanych za Skarby Narodowe Japonii, a sanktuarium jako całość jest wpisane na listę światowego dziedzictwa UNESCO od grudnia 1994 jako część zespołu zabytkowego dawnego Kioto, Uji i Ōtsu.

## Historia chramu
Według legend założyciel rodu Kamo kami Kamotaketsunomi-no-mikoto zstąpił z niebios na ziemię na terenie góry Mikage na wschód od Kioto. Według wierzeń shintō, przekształcił się w trójnożne bóstwo Słońca Yatagarasu i był przewodnikiem pierwszego cesarza Japonii Jimmu. Osiadł we wschodniej części Kioto w miejscu, gdzie istnieje chram Shimogamo. Jego córka Tamayorihime-no-mikoto pewnego dnia brała kąpiel w pobliskiej rzece Kamo. Spostrzegła płynącą rzeką strzałę, którą wyłowiła i położyła na brzegu rzeki. Na jej oczach strzała zamieniła się w pięknego boga, którego poślubiła i wkrótce zaszła w ciążę. Jej syn przeobraził się w boga piorunów Wakeikazuchi, który jest czczony w świątyni Kamigamo. Kamotaketsunomi-no-mikoto i jego córka Tamayorihime-no-mikoto są bóstwami strażniczymi, czczonymi w chramie Shimogamo.
W czasie panowania cesarza Tenmu (675–686) wzniesiono pierwsze budynki. Za datę jej powstania przyjmuje się rok 678.

## Najważniejsze obiekty chramu
Na teren kompleksu wchodzi się przez Ichi no Torii, która oddziela sacrum od profanum, następnie sandō (droga do świątyni pozwalająca odwiedzającym na wyciszenie i skierowanie swych myśli ku bogom) prowadzi do Ni no Torii, która jest wejściem do głównej części chramu. Z lewej strony znajduje się pawilon Hosodono, słynny z powodu dwóch żwirowych stożków, która mają oczyszczającą moc, a z prawej strony służący do przygotowania i oczyszczenia się wiernych, biorących udział w uroczystościach w głównych pawilonach, budynek zwany Tsuchinoya. Po przejściu przez mostek nad strumieniem znajduje się brama Rōmon, a bezpośrednio za nią, otwierana tylko na Nowy Rok brama Chūmon. Za nią z prawej strony znajduje się główny pawilon sanktuarium – Honden. Obecny pawilon pochodzi z 1863 roku i został postawiony przez cesarza Kōmei w klasycznym stylu z okresu Heian. Jest jednym z najbardziej reprezentatywnych przykładów stylu nagare-zukuri i jest wpisany, obok innych 33 obiektów chramu, na japońską listę zabytków (National Treasure (jap. 国宝 kokuhō)). Z Honden sąsiaduje jego dokładna replika nazywana Gonden. Jest to zapasowy pawilon, który ma służyć jako miejsce zamieszkania kami w przypadku zniszczenia lub uszkodzenia głównego pawilonu.
Najważniejszymi budowlami chramu są dwa pawilony: wschodni i zachodni. Zachodni poświęcony jest Kamotaketsunumi-no-mikoto, a wschodni Tamayorihime-no-mikoto. Ich główne wejścia skierowane są na południe zgodnie z tradycją, która narodziła się w okresie Heian. Oba są zbudowane również w stylu nagare-zukuri. Zostały odbudowane w 1863 roku. W ich sąsiedztwie znajduje się siedem mini-chramów koto-sha (kapliczek) poświęconych Ōkuninushi-no-mikoto, bogu dawcy zdobyczy cywilizacji, Panu Wielkiej Ziemi (Japonii). Każda z nich poświęcona jest innemu imieniu boga Ōkuninushi.
Pochodzący z 1628 roku budynek Maidono gościł wszystkich odwiedzających chram cesarzy. Maidono (inaczej Kagura-den) służy jako miejsce, gdzie odbywają się rytualne tańce w hołdzie bogom w wykonaniu miko, w czasie świąt i festiwali. Najsłynniejszym jest odbywający się co roku Aoi Matsuri (jap. 葵祭 Festiwal Malw). Wzorując się na wcześniejszym zwyczaju praktykowanym w chramie Ise Jingū, cesarz Saga ofiarował jedną ze swych córek jako saiō (wysokiej rangi kapłankę chramu). Służyła ona jako najważniejsza kapłanka w Shimogamo-jinja i Kamigamo-jinja. Obecnie rolę saiō pełni wybierana każdego roku inna, niezamężna kobieta, która przed główną paradą musi przejść rytuały oczyszczenia.